# إيريس ميتينير
إيريس ميتينير (بالفرنسية iʁis mitənaʁ) (مواليد 25 يناير 1993) هي مقدمة برامج تلفزيونية وعارضة أزياء وملكة جمال فرنسية، توجت بلقب ملكة جمال الكون لعام 2016. وهي ثاني ملكة جمال كون من فرنسا بعد كريستيان مارتيل، التي توجت بلقب ملكة جمال الكون لعام 1953. سبق لميتينير أن توجت بلقب ملكة جمال فرنسا لعام 2016 وملكة جمال نور-با-دو-كاليه لعام 2015.

## روابط خارجية
- إيريس ميتينير على موقع IMDb (الإنجليزية)
- إيريس ميتينير على موقع ديسكوغز (الإنجليزية)
- إيريس ميتينير على موقع قاعدة بيانات الفيلم (الإنجليزية)